# Токсабрамы
Токсабрамы (лат. Toxabramis) — род пресноводных рыб из семейства карповых отряда карпообразных.

## Описание
Пресноводные рыбы. Тело удлиненное и сильно сжатое с боков. Длина до 10 см. Глоточные зубы располагаются в два ряда. Спинной плавник с семью лучами. Анальные плавники с 13-18 лучами. Боковая линия из 51-62 чешуек. Пять видов рода включены в список редких и угрожаемых видов МСОП.

## Виды
В состав рода включают 7 видов:
- Toxabramis argentifer J. F. Abbott, 1901
- Toxabramis hoffmanni S. Y. Lin, 1934
- Toxabramis hotayensis V. H. Nguyễn, 2001
- Toxabramis houdemeri Pellegrin, 1932
- Toxabramis maensis H. D. Nguyễn & N. A. Dương, 2006
- Toxabramis nhatleensis H. D. Nguyễn, Đ. H. Trần & T. T. Tạ, 2006
- Toxabramis swinhonis Günther, 1873

## Распространнение
Представители рода встречаются в водоёмах восточной Азии.